# Meletie al Antiohiei
Sfântul Meletie (în greacă Μελέτιος, Meletios; n. secolul al IV-lea d.Hr., Malatya, Provincia Malatya, Turcia – d. 381 d.Hr., Constantinopol, Roma Antică) a fost un episcop creștin al Antiohiei din anul 360 până la moartea sa în 381. Perioada păstoririi sale ca episcop a fost marcată de o schismă, cunoscută ca schisma meletiană, existând un episcop ortodox rival în persoana lui Paulin al II-lea. Conflictul cu arienii și rivalitatea cu Paulin au contribuit la exilarea episcopului Meletie din Antiohia în perioadele 361–362, 365–366 și 371–378 în timpul domniei unor împărați arieni. Una dintre ultimele sale acțiuni a fost prezidarea Primului Sinod de la Constantinopol în 381.
Există opinii contrastante cu privire la poziția sa teologică: pe de o parte, el a fost exilat de trei ori în timpul domniei unor împărați arieni, iar pe de altă parte a avut o opoziție puternică din partea unor credincioși ortodocși adepți ai dogmatismului mai strict al fostului episcop niceean Eustatie al Antiohiei (care fusese destituit din cauza susținerii homoousianismului, în urma unui conflict cu teologul arian Eusebiu de Nicomidia) și din partea episcopului Atanasie al Alexandriei, un adversar ferm al arianismului.
Ascetismul lui Meletie a fost remarcabil cu atât mai mult cu cât episcopul provenea dintr-o familie foarte bogată. Meletie este venerat ca sfânt și mărturisitor atât de Biserica Ortodoxă, cât și de Biserica Romano-Catolică. Ziua sa de prăznuire este 12 februarie.

## Episcop al Sevastiei
Meletie s-a născut în orașul Melitene (azi Malatya) din provincia romană Armenia Inferior din părinți nobili și înstăriți. A fost un creștin virtuos, care a dus o viață ascetică, în ciuda bogăției familiei sale. El apare pentru prima dată în jurul anului 357 ca susținător al lui Acachie, episcopul Cezareii, conducătorul facțiunii locale care susținea formula homoeană prin care împăratul Constanțiu al II-lea a căutat un compromis între homoiousieni și homoousieni. Homoiousienii susțineau că Iisus Hristos este „de o ființă asemănătoare” cu Dumnezeu Tatăl, în timp ce homoousienii susțineau că Iisus este, așa cum se spune în Crezul de la Niceea, „de o ființă” cu Tatăl. Meletie a apărut astfel mai întâi ca un cleric al facțiunii susținute de împărat și, ca atare, a devenit episcop de Sevastia, succedându-i arianului Eustatie, care fusese destituit. Numirea lui a nemulțumit clerul homoousian, iar Meletie a fost nevoit să-și dea demisia.

## Episcop al Antiohiei

### Prima perioadă de păstorire și exilul
Potrivit lui Socrate Scolasticul, Meletie a participat la sinodul de la Seleucia din toamna anului 359 și apoi a acceptat formula acachiană (homoeană). La începutul anului 360 a devenit episcop al Antiohiei, succedându-i arianului Eudoxie, care fusese transferat, cu sprijinul lui Acachie, în scaunul de arhiepiscop al Constantinopolului. La începutul anului următor (361) a fost trimis în exil în Armenia. Potrivit unei vechi tradiții, susținută prin dovezi extrase din scrierile lui Epifanie de Salamina și Ioan Gură de Aur, exilarea lui Meletie s-ar fi datorat unei predici ținute în prezența împăratului Constanțiu al II-lea, în care și-ar fi dezvăluit opiniile homoousiene. Această explicație este însă respinsă de G.F. Loofs pe motiv că predica nu conținea nicio idee incompatibilă cu poziția acachiană favorizată de curtea imperială; există, pe de altă parte, dovezi ale unor conflicte cu clerul antiohian, în afara chestiunilor dogmatice referitoare la ortodoxie, care ar fi putut duce la destituirea episcopului. Meletie considera că adevărul se află în distincții delicate, dar formularea lui era atât de neclară încât este greu de definit cu precizie. El nu era nici niceean convins, dar nici arian hotărât.
Succesorul lui Meletie a fost arianul Euzois. Meletie a continuat să aibă susținători în Antiohia, care au ținut slujbe religioase separate în biserica apostolică din orașul vechi. Schisma meletiană s-a complicat, de altfel, prin prezența în oraș a unei alte secte antiariene, cu adepți mai stricți ai formulei homoousiene, care urmau tradiția dogmatică a episcopului depus Eustatie și nu-l recunoșteau pe Meletie, pe care-l acuzau că fusese ales cu sprijinul arienilor; acea sectă era condusă în acea perioadă de preotul Paulin. Sinodul de la Alexandria (362) a trimis delegați pentru a încerca să medieze o înțelegere între cele două biserici antiariene; cu toate acestea, înaintea sosirii lor, Paulin a fost hirotonit episcop al Antiohiei de către Lucifer de Calaris. Când, ca urmare a politicii inițial îngăduitoare a împăratului Iulian Apostatul (361-363), i s-a permis să se întoarcă în oraș, Meletie a aflat că era unul dintre cei trei episcopi rivali.

### Al doilea și al treilea exil
Episcopul Atanasie al Alexandriei a venit în Antiohia la porunca împăratului și i-a exprimat lui Meletie dorința lui de a intra în comuniune cu el. Meletie, prost sfătuit, a ezitat să-i dea un răspuns, iar Atanasie a plecat după ce l-a primit în comuniune cu Paulin, pe care nu îl recunoscuse până atunci ca episcop. Facțiunea ortodoxă niceeană, și în principal Atanasie, a menținut comuniunea doar cu Paulin. În aceste condiții, Meletie a fost exilat de două ori, în 365 și 371 sau 372, prin decretul împăratului arian Valens (364-378). Situația s-a complicat mai mult atunci când, în 375, Vitalius, unul dintre preoții facțiunii lui Meletie, a fost consacrat episcop de către episcopul eretic Apollinaris din Laodiceea. După moartea lui Valens în 378, împăratul roman apusean Grațian l-a alungat pe Euzois din Antiohia și l-a readus pe Meletie, căruia i-a încredințat bisericile din oraș. Teodosie I, noul împărat al Imperiului Roman de Răsărit (379-385), l-a favorizat, de asemenea, pe Meletie, care se apropiase dogmatic tot mai mult de ideile incluse în crezul de la Niceea.

### Triumful grupării meletiene
La întoarcerea sa la Antiohia, Meletie a fost întâmpinat ca un conducător al ortodoxiei. Ca atare, el a prezidat în octombrie 379 marele sinod de la Antiohia, în care a fost stabilit un acord dogmatic între Orient și Occident. Meletie l-a ajutat pe Grigorie de Nazianz să fie ales arhiepiscop al Constantinopolului, l-a hirotonit ca episcop și a prezidat, de asemenea, Primul Sinod de la Constantinopol, cel de-al doilea sinod ecumenic, care a avut loc în anul 381. Paulin a fost însă ierarhul antiohian susținut de ierarhii din Roma și Alexandria. Ieronim l-a însoțit pe Paulin înapoi la Roma pentru a-i asigura mai mult sprijin. 
În acest timp, Ambrozie, episcopul Milanului, se confrunta cu opozanții arieni din Occident. El l-a convins pe împăratul Grațian să convoace un sinod bisericesc. Sinodul de la Aquileia (381) a destituit doi episcopi din provincia estică Dacia, Palladius din Ratiaria și Secundianus din Singidunum și a solicitat împăraților Teodosiu și Grațian să convoace la Alexandria un sinod general al tuturor episcopilor pentru a pune capăt schismei meletiene din Antiohia.
Cele două facțiuni rămase care au divizat Biserica Antiohiană erau facțiuni ortodoxe: susținătorii lui Meletie și adepții lui Paulin. Unirea lor a fost o acțiune dificilă. A urma o perioadă temporară de pace, atunci când șase dintre preoții principali ai celor două facțiuni au depus jurământul de a refuza consacrarea episcopală și de a-l accepta ca episcop al Antiohiei pe oricare dintre cei doi rivali care îi va supraviețui celuilalt.

## Schisma antiohiană după moartea sa
Meletie a murit la scurt timp după deschiderea lucrărilor Primului Sinod de la Constantinopol, iar împăratul Teodosie, care îl favorizase în timpul schismei, a poruncit ca trupul său să fie dus la Antiohia și îngropat cu onorurile cuvenite unui sfânt. Schisma meletiană nu s-a încheiat însă imediat odată cu moartea sa. În ciuda recomandării arhiepiscopului Grigore de Nazianz, Paulin nu a fost recunoscut ca unic episcop și Flavian a fost ales ca succesor al lui Meletie.
Facțiunea eustatiană, pe de altă parte, l-a ales pe Evagrie ca episcop al Antiohiei la moartea lui Paulin în 388. În anul 399 arhiepiscopul Ioan Gură de Aur al Constantinopolului, care fusese hirotonit diacon de Meletie și apoi preot de succesorul lui, Flavian, dar a contribuit la împăcarea dintre Flavian și conducătorii episcopiilor Alexandriei și Romei. Cu toate acestea, facțiunea eustatienilor i-a acceptat ca episcopi pe succesorii lui Flavian abia în anul 415.

## Legături externe
- Saints.sqpn: Meletius of Antioch
- Catholic Online: Meletius of Antioch
- Santiebeati: Meletius of Antioch

| Predecesor: Eustatie | Episcop al Antiohiei 360-381 cu Paulin al II-lea | Succesor: Flavian I |